# TENET天能
《TENET天能》（英語：Tenet）是一部於2020年上映英國與美國合拍的科幻動作驚悚片，由克里斯多福·諾蘭編劇和執導。主演包括約翰·大衛·華盛頓、羅伯·派汀森、伊莉莎白·戴比基、蒂普·卡柏迪亞、米高·肯恩和肯尼斯·布萊納。
《TENET天能》由華納兄弟定於2020年8月26日开始先在海外市场上映，之后于2020年9月3日在美國上映。

## 劇情
主角（Protagonist）為了協助美國中央情報局的行動而進入一支僱傭兵小隊當卧底，在乌克兰基輔國家歌劇院受恐怖攻擊時，保護一位重要接頭人並取得鈽241，卻因而曝光其臥底身分並險些送命，此時，一名背包別著紅繩吊飾的蒙面槍手使用逆行的子彈殺死敵人，讓主角僥倖逃生，然而主角仍然在回程時被僱傭兵逮住，以酷刑逼迫他透露機密情報，主角吞下自殺藥丸求死。醒來後，主角得知隊友已經全軍覆沒，這次任務只是對他忠誠度的考驗。從上司那裏得知神秘代號「天能（TENET）」和交叉手指手勢的抽象資訊後，他便被招募入一個秘密組織拯救世界。主角前往秘密實驗室，在那裡他體驗到未來開發出的一種技術，該技術以逆向時間狀態使物體的熵反轉。主角見到一枚可返回發射槍支的子彈，實驗室的科學家芭芭拉（Barbara）告訴主角，未來人使用逆熵技術展開戰爭，導致許多戰爭遺物以逆行效應來到現代，但主角發覺逆行子彈是在現代製造，之後才在未來以逆熵技術加工，而他的任務就是找出製造這些子彈的主使者。
主角分析逆行子彈的金屬組成，發現它產自印度，便計劃闖入印度軍火商桑傑‧辛格（Sanjay Singer）家中打探。主角向組織請求人員協助，在孟買遊艇俱樂部認識組織派來的幫手尼爾（Neil），並在尼爾的幫助下成功進入桑傑住所，主角發現真正主導軍火業務的是他的妻子普莉亞（Priya）。普莉亞告訴主角，這個逆轉技術在一個名為安德烈·薩托（Andrei Sator）的俄羅斯寡頭控制之下，薩托正與一個未知的組織有所聯繫。透過普莉亞的介紹，主角來到倫敦會見英國秘密情報局的寇斯比（Crosby）爵士並聽取任務簡報。得知在歌劇院事件同一天，薩托的故鄉：位于俄罗斯的史托斯克12市（Stalsk-12）發生爆炸，爵士交給主角一幅哥雅的仿畫，以接近薩托貌合神離的妻子凱特（Kat），該畫由凱特的友人阿雷波（Arepo）所仿造。
主角與凱特進行晚餐餐敘，得知薩托長年對她刻薄寡恩，凱特為了報復薩托，才刻意未識破阿雷波偽造的另一幅畫作，讓薩托耗費鉅資買下。但薩托早已洞悉妻子的圖謀，不僅將阿雷波打成廢人，更拿假畫威脅要控告凱特，並剝奪她對兒子的探視權。一次兩人前往越南搭遊艇度假時，她原想試著跟薩托重修舊好，以尋求和兒子的自由。薩托卻只給凱特一個選擇：凱特可以離婚，條件是她永遠不能再見自己的兒子。凱特一怒之下與兒子搭小艇出遊散心，回到遊艇時，看見一名神秘女子從船上跳進海中，並對這女子自由的身影感到嫉妒。
主角向凱特假稱他會潛入薩托位於奧斯陸機場自由港內的免稅倉庫取回假畫，讓薩托沒有要脅凱特的籌碼，實則是想與尼爾潛入倉庫調查薩托手上的逆時技術。尼爾提議將一架波音747貨機撞入倉庫，引起爆炸並觸發灭火系統。在同伴米耶（Mahir）的幫助下，進入倉庫后兩人發現一台有兩道出口、形似旋轉門的神秘機器，兩個相同的蒙面男子突然從門中衝出，一名動作逆行的男子和主角發生激烈搏鬥，該攻擊者最後成功逃脫，尼爾則聲稱動作順行的另一人已被解決。行動失敗後主角回到孟買找普莉亞釐清奧斯陸發生的意外，普莉亞稱兩名攻擊者應為同一人，但在不同的時間狀態行動。普莉亞指示主角需要用鈽引出薩托，原來薩托就是基輔歌劇院傭兵小隊的指使者，目的是趁著恐攻混亂搶奪鈽241，行動失敗後鈽241落入烏克蘭國家安全局的手中，並將於下週轉移至塔林。
主角來到龐貝與凱特會面，欺騙凱特畫作已遭摧毀。凱特安排主角參加由薩托主持的晚宴。主角故意問薩托是否喜歡歌劇以吸引他注意，使他決定留手監視主角。隔日早晨薩托將阿雷波的仿畫呈給凱特，原來薩托早就將畫調離奧斯陸，並說「我對未來一直有直覺」。隨後三人一起駕駛機動帆船，主角分析鈽241在歌劇院事件後的狀況，並假稱自己也是軍火商，想參加薩托的計畫，此時凱特故意解開薩托的安全繩鎖扣，企圖讓薩托跌入海中溺死。主角深知不可讓了解內情的薩托就此死去，於是救了薩托。凱特對此舉和盜畫失敗一事表達憤怒，但主角請凱特相信自己，然後交給她一把手槍防身。薩托感念主角救命之恩，請主角當晚留宿遊艇，他重提年少時在故鄉的核試地區冒險回收鈽元素才有今日的成就，並說他會考慮讓主角加入。
當晚薩托打算用皮帶懲罰凱特的背叛，但凱特威脅说她會喊來主角跟薩托反目，薩托猶豫時被手下打斷，通知貨物已經送到。主角在輪機房偷窺到薩托取得未來人逆轉回現代的神祕箱子，裡面是資助薩托的黃金與計畫書，不料卻被薩托的保鏢沃科夫（Volkov）發現。薩托在審問主角時說出歌劇院行動所用的暗號，並猜出主角有中央情報局背景。主角不置可否，只答應替他偷走位于塔林的武器級鈽241，薩托正式同意讓主角加入，但主角打算在行動成功後和尼爾暗中偷走鈽241。
計畫當天，薩托帶著凱特來到位於塔林的自由港倉庫，首次向她展示軍火貿易。凱特不屑其高傲而與他發生口角，凱特欲拿手槍殺了薩托，薩托勃然大怒打傷凱特後離去。此時主角和尼爾成功得手，卻發現偷到手的根本不是鈽241，而是某種不明元件。此時突然出現兩輛逆轉汽車，原來是未來的薩托發現了他們的計畫，進入逆轉狀態回到過去突襲主角，以凱特的性命威脅主角交出鈽241，主角在公路上隔著一輛逆轉狀態的紳寶汽車將裝有鈽241的箱子丟給薩托，薩托則將雙手捆綁的凱特遺棄在高速行駛的車輛上，主角在千鈞一髮之際救下凱特，但逆轉薩托發現鈽241不在箱內，隨即又將主角與凱特擄回倉庫。逆轉薩托在逆轉裝置的房間中用逆轉子彈重傷了凱特，逼迫身在另一側的主角說出鈽241的真正位置，主角撒謊鈽241的位置，這時正向的薩托也出現在入口處對主角逼供，忽然尼爾帶著一群士兵前來救援，兩個薩托分別逃進傳送門的兩側門內消失。
計畫失敗讓主角懷疑尼爾洩密，但經過前來救援的艾弗斯（Ives）解釋，薩托和他的手下正在進行「時間鉗形作戰」，同時在正序與倒序時間中行動，所以對主角的任何行動都早已瞭若指掌。由於凱特是在順序狀態下被逆轉子彈傷害，順序狀態下的治療無法阻止逆轉的傷口失血，為了拯救凱特，主角、尼爾、以及艾佛斯一行人決定陪同凱特逆轉自身狀態，讓凱特的傷勢能在逆轉效應下進行一星期的康復過程，由於一星期前塔林的時間裝置還在薩托控制下，他們仍必須透過無人看守的自由港時間裝置將自身時間恢復為順向。眾人進入逆轉狀態後，主角想先回到先前的公路大戰，開車前去奪回鈽241。惠勒中校（Wheeler）對主角解釋逆行時的物理規則與注意事項。當主角開車前往公路時才發現當時的逆轉紳寶汽車正是自己目前所開的車輛，同時此車也是當時的自己偷偷丟棄鈽241的地方。此時在公路一旁目睹全局的逆轉薩托將主角撞翻。當主角發覺原來是自己拱手將鈽241奉上時，薩托點燃汽油想燒死主角，但在熵反轉作用下，卻令主角差點凍死。艾佛斯等人隨後救了主角，但鈽241已被薩托奪走，主角也總算了解尼爾先前所說的「發生的事就是發生了」的真實意義。
透過尼爾的解說，主角得知所謂的「鈽241」其實是逆轉時間演算機的九個元件之一，這台演算機和只能逆轉特定物品或人物的旋轉門不同，而是有能力逆轉全宇宙的熵，推測最後可將未來與過去終止於同一個時間點，導致世界毀灭。主角質疑未來人為何要用這發明改變過去並牽連自己，尼爾認為未來人不相信祖父悖論的限制，相信可透過毁灭過去以改變自身的處境。待凱特在逆轉時間狀態下傷癒一星期後，三人再次進入奧斯陸自由港的時間裝置，還發現主角實際上就是他們第一次進入自由港時襲擊自己的逆轉攻擊者，而先前尼爾聲稱解決的另一名攻擊者，其實是再度進入裝置恢復為順向的主角，遭一星期前的尼爾發現身份後放走。三人成功恢復順向後搶了一輛救護車逃離現場。
安頓下來的主角開始思考如何以逆轉時間策略對抗薩托，繼而猜測到引導自己去找薩托的普莉亞可能有事隱瞞，指示尼爾將一星期前的普莉亞誘至奧斯陸以取得更多情報。普莉亞得知薩托一星期後已拿下鈽241後大感錯愕，因為這表示他已取得演算機的所有組件。她告訴主角那部演算機是由未來一位科學家所製造，如同現代的核彈之父歐本海默。該科學家不願演算機被有心人士惡用，於是在自殺前將演算機拆成九份並偽裝成鈽241，以逆時技術送回過去，讓九個不明真相的國家以最高規格進行保護。但未來人趁著蘇聯解體：歷史上核武最不安全的時間點，讓年少的薩托在故鄉發掘到搶奪演算機的計畫書，命他在現代做他們的協力者。普莉亞指出歌劇院事件當天史托斯克12市的爆炸，應該就是薩托預定發動演算機的時間點，於是要求主角回到過去，大規模進攻史托斯克12市以奪取演算機。主角提出條件，請普莉亞發誓保障凱特母子平安，不會在任務完成後將兩人灭口。
主角一行人乘船前往天能位於特隆赫姆外海的基地，此處建置了一台大型逆轉時間裝置。期間主角一行人討論阻止薩托計畫的行動細節，原來薩托將生命徵象和電郵發信連結在一起，當自己死亡時，電子郵件將會散播演算機埋藏處的情報，未來人就能透過流傳後世的情報至該處取得演算機。凱特說出薩托即將死於胰腺癌，眾人終於明白薩托發動演算機就是要讓全世界與自己一起陪葬。凱特更推測出薩托在兩星期前的越南旅程中突然消失一陣子，正是與未來的自己進行時間鉗形作戰。兩星期前的薩托將參與歌劇院攻堅，而未來的薩托則打算和凱特在最幸福的時刻服毒自殺。明白一切後，主角與尼爾決定前往史托斯克12市作戰，而凱特則回到當時的遊艇上拖延薩托，確保他在演算機被主角轉移埋藏地點後才死亡，使未來人無法取得演算機。主角在基地向凱特告別，同時交給凱特一支手機，告訴她如果感到生命安全受到威脅，只須告訴他地點，他就會趕到。
透過逆時技術回到兩星期前，主角和尼爾正式開始史托斯克12市作戰。因為當地有逆轉時間裝置，薩托很有可能安排逆時部隊，所以這次作戰將運用時間鉗形攻勢：安排一組紅隊人馬在該時點以順向時間作戰，而另一組藍隊則進入逆轉時間狀態以求同時對抗兩種敵人。而為了令演算機的下落徹底保密，只派順時的主角和艾佛斯兩人去奪取演算機，其他紅藍隊所有人只需提供火力掩護並消灭薩托的部隊。作戰開始後，主角和艾弗斯進入演算機所在的地下洞穴，卻遭沃科夫炸毀出入口而被困在洞穴中。逆向的尼爾警告兩人不成，只好脫隊進入當地的逆轉時間裝置，恢復順向狀態以拯救主角。主角與艾弗斯注意到洞穴天井有爆破裝置，並發現一名死亡的士兵與一扇鎖上的門，死者背包上繫著一條紅繩吊飾。沃科夫這時突然出現並槍傷門旁的艾弗斯，並準備將演算機投入深井中、待天井爆炸後即可徹底掩埋於地底。此時在越南遊艇上的薩托則透過裝在門前的通訊機與主角對話。
而在越南，凱特在米耶的護送下偷偷潛入遊艇。凱特故作平靜與薩托調情，薩托拿出了通訊機和自殺藥丸，說這些是凱特不明白的中央情報局科技，讓凱特確定眼前確實是由未來回到過去的薩托。薩托用通訊機告訴主角自己早已知道未來的慘況，並後悔讓兒子生於這種亂世。雙方經過一番拯救和毀灭世界的辯論後，薩托下令沃科夫殺掉主角。這時一旁死去的士兵突然以逆轉形式起死回生，擋住沃科夫射向主角的關鍵一槍，並開啟了門，以逆行姿態迅速離開洞穴。隨後主角與艾弗斯兩人合力解決了沃科夫。另一邊，凱特復仇心切，向薩托表明自己來自未來並提前槍殺了薩托。她隨後將屍體推入海中並跳下遊艇逃走。她跳水那刻正好被剛回到遊艇的過去自己所目擊，原來凱特就是當初自己忌妒不已的女子。
在此同時，困在地下洞穴的主角和艾弗斯眼看爆炸時間將近，但卻還是無法帶走演算機。此時天井突然落下一條繩索，原來是尼爾從沃科夫之前進入的洞口將兩人和演算機拉回地面，眾人及時在炸彈爆炸前逃出。為隱藏演算機下落，原先想灭口主角與尼爾的艾弗斯決定放他們一馬，將演算機拆成三份，讓知道真相的三人各自藏匿後自殺，不過亦表明自殺時間可以任由各人決定。尼爾卻突然將他的那份組件交給主角，表示自己還有一個回到過去的任務，主角注意到尼爾背包上的紅繩吊飾，這才明白尼爾就是救了他好幾次、最後死在洞穴門前的那位士兵。尼爾坦白是主角在未來徵召自己，回到過去展開這一場阻止薩托的時間鉗形攻勢，並感嘆這是一段美好友誼的結束，主角則哽咽道對他來說這是他與尼爾友情的開始，並黯然目送尼爾最後一程。
在事件平安落幕後，某天凱特到學校接兒子放學時卻發覺不太對勁，她立即用那支手機留言給主角。此時普莉亞正打算將知道太多天能機密的凱特灭口，不過主角在未來收到求救訊息後，透過逆時技術回來殺死普莉亞。並揭露原來自始至終創建並領導天能組織的人，都是他自己。

## 演員
- 約翰·大衛·華盛頓 飾 主角（The Protagonist）[註 1]
- 羅伯·派汀森 飾 尼爾
- 伊莉莎白·戴比基 飾 凱特
- 蒂普·卡柏迪亞 飾 普莉亞
- 亞倫·強森 飾 艾佛斯
- 克蕾曼絲·波西 飾 芭芭拉，科學家
- 米高·肯恩 飾 麥可·寇斯比（Michael Crosby）
- 肯尼斯·布萊納 飾 安德烈·薩托
- 希姆許·帕托 飾 米耶
- 丹茲爾·史密斯（英语：Denzil Smith） 飾 桑杰·辛格（Sanjay Singh）
- 馬丁·多諾萬 飾 維托（Victor）
- 費歐娜·道里夫（英语：Fiona Dourif） 飾 惠勒，藍隊指揮官
- 尚恩·艾佛瑞（英语：Sean Avery） 飾 綁匪
- 尤里·科洛科利尼科夫 飾 沃科夫，薩托的保鏢

## 製作

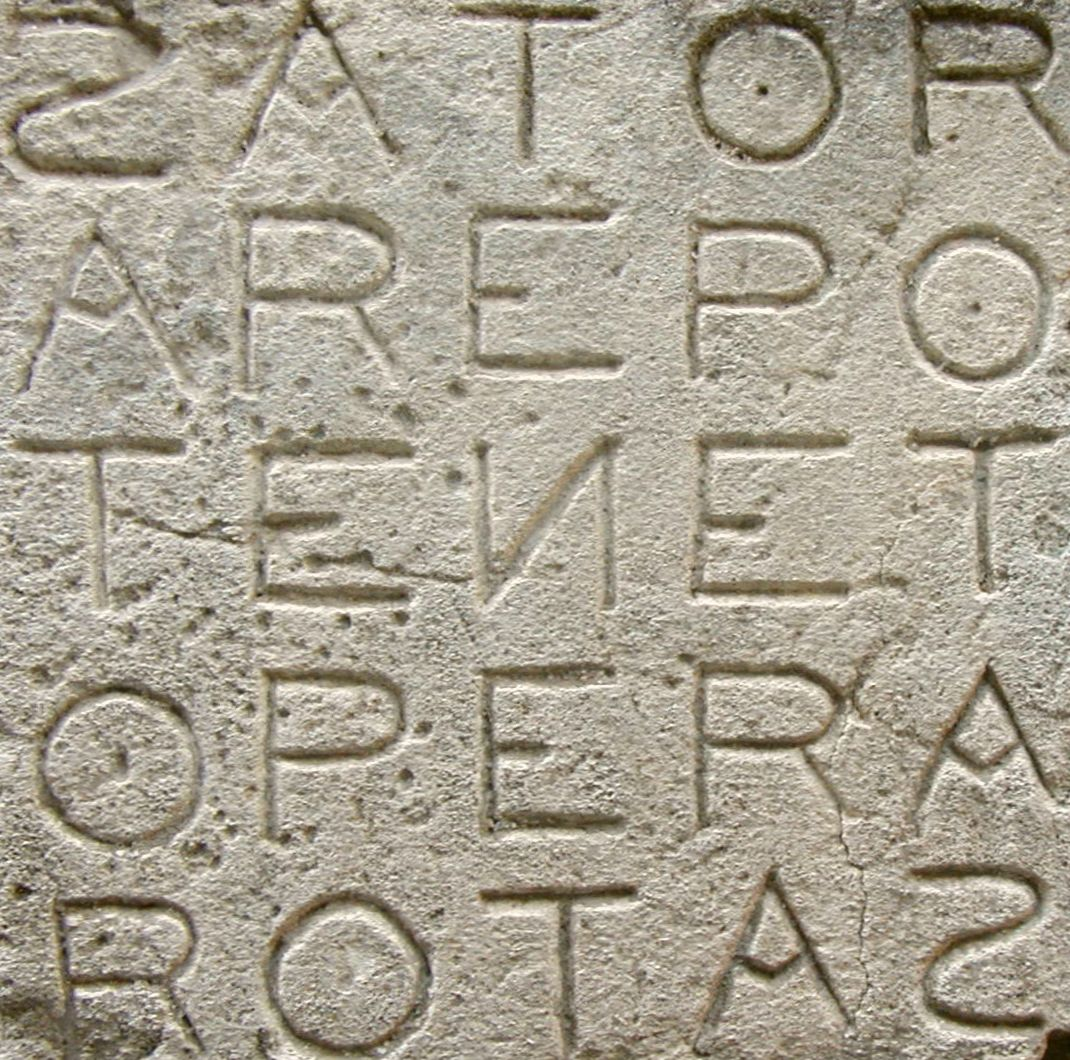
萨托方块是该电影的标题，以及多个人物姓氏和场景的命名来源

2019年1月，克里斯多福·諾蘭宣布他的下一部電影將於2020年7月17日上映。在前期製作中，影片的暫定名稱為「旋轉木馬」（Merry Go Round）。

### 選角
2019年3月，約翰·大衛·華盛頓、羅伯·派汀森和伊莉莎白·戴比基加盟劇組。派汀森透露，劇本一直保密到家，他只閱讀過一遍，而且是被鎖在一個房間裡讀。在拍攝開始時宣佈蒂普·卡柏迪亞、亞倫·強森、克蕾曼絲·波西、米高·肯恩和肯尼斯·布萊納加盟劇組。8月，希姆許·帕托加盟劇組。9月，丹茲爾·史密斯加盟劇組。馬丁·多諾萬在首支預告片發佈時被透露出演電影。2020年1月，尚恩·艾佛瑞確認出演電影。

### 拍攝
主體拍攝於2019年5月開始，並在七個國家進行拍攝—丹麥、愛沙尼亞、印度、義大利、挪威、英國和美國。
在愛沙尼亞的拍攝工作於6月在林納哈爾直升機場、派爾努公路進行，並關閉了鄰近的街道以便拍攝。塔林市長米哈伊尔·克尔瓦特對潛在的擾亂表示擔憂，因為原定的拍攝時間表要求關閉連接塔林市中心和拉斯纳迈埃區的主要幹道一個月。製作最終達成妥協，暫時關閉道路和繞行路線。市政府後來批准延長兩天的拍攝時間，以便完成拍攝。8月底，在義大利的拉維洛和英國的漢普斯特德大炮會堂拍攝場景。9月初，在挪威的奧斯陸歌劇院的屋頂上和賊島，以及在丹麥的尼斯泰茲風力發電廠拍攝。同月底，在孟買進行了為期五天的拍攝，而諾蘭在2月和4月到當地勘景。他選擇在布里奇坎迪醫院、蒙德加咖啡廳、戈拉巴堤岸、戈拉巴市場、印度門、格蘭特路、皇家孟買遊艇俱樂部以及泰姬瑪哈酒店進行拍攝。劇組在酒店附近建造了一個名為「月亮」（Chaand）的餐廳，但從未使用過，僅作替用。四十艘船被安置在印度門上，而船員還營救了一名自殺未遂者。在格蘭特路上拍攝特技演員從建築物跳下的場景，並使用了直升機拍攝醫院的航拍鏡頭。
攝影指導霍伊特·范·霍伊特馬使用了IMAX和70毫米膠片的攝影機拍攝。

### 后期
由于诺兰的长期合作者漢斯·季默参与2020年电影《沙丘》的配乐，影片的配乐改由魯德溫·葛瑞森创作。在2019冠状病毒病疫情期间，葛兰森与音乐人们在家录制音乐。影片原声带包括特拉维斯·斯科特歌曲〈The Plan〉。珍妮弗·拉梅代替诺兰的长期剪辑师、忙于电影《1917》的李·史密斯，出任剪辑。双重否定打造约280个视觉特效镜头。

## 發行
《TENET天能》由華納兄弟起初定於2020年7月17日以IMAX、35毫米膠片以及70毫米膠片格式發行。這是諾蘭第五部於7月的第三個週末發行的電影，《Deadline Hollywood》稱其為「諾蘭的幸運日」，因為他之前的四部電影都取得了票房成功。2019年8月，華納兄弟在《玩命關頭：特別行動》放映前釋出40秒的前導預告。2019年12月，釋出首支官方預告。2020年6月，由於2019冠狀病毒病疫情爆發導致全球影院關閉，該片的美國上映日延後至2020年7月31日。隨後，美國又再次改檔至2020年8月12日。2020年7月20日，華納兄弟宣布該片從8月12日撤檔。2020年7月27日，據報導《TENET天能》將在70個國家及地區搶先上映，英國、韓國、意大利及法國等將於2020年8月26日上映，而台灣、泰國、新加坡及馬來西亞等將於2020年8月27日上映。之后，华纳宣布电影将于9月3日在北美部分影院上映。

## 迴響

### 評價
爛番茄根據344條評論，持有70%的新鮮度，平均得分6.90／10，觀眾投票獲得76%的分數，平均得分為4.00／5。在Metacritic上，電影獲得69分。

### 票房
《TENET天能》是诺兰制作成本最高的原创作品，约合2亿美元。《IndieWire》推测后续的行销活动会将最终的成本价推高至约3亿至3.5亿美元，但分析师认为在体育比赛现场投放的广告较为便宜，宣传成本预计会比平常要低。《纽约观察家报》估计，必须赚到4.5亿至5.0亿美元才能达到收支平衡点。报道指，诺兰将会分得先期总票房的20%。
行业追踪人士认为，影片在海外上映的前五天会获得2500至3000万美元。在韩国，590家影院IMAX场次与周末点映的预售票房收入总计71.7万美元。之后四天于2200家影院大规模上映，票房总计413万美元，到周末票房达到510万美元的高峰。影片于41个国家首映的票房为5300万美元，其中英国710万美元、法国670万美元、德国420万美元。
| 上一届： 《可不可以，你也剛好喜歡我》 | 2020年台北週末票房冠軍 第35-39週 | 下一届： 《刻在你心底的名字》 |
| 上一届： 《變種人》                   | 2020年美國週末票房冠軍 第36-40週 | 下一届： 《決戰非常外公》     |
| 上一届： 《屍殺半島》                 | 2020年香港一週票房冠軍 第37-42週 | 下一届： 《奪冠》             |

## 榮譽和獎項
《TENET天能》在在第93屆奧斯卡金像獎上獲得了最佳製作設計和最佳視覺效果提名，並贏得了後者。在第74屆英國電影學院獎上，這部電影獲得了最佳特殊視覺效果獎，並在第26屆評論家選擇獎中獲得了五項提名中的同類獎項。該片還獲得了第78屆金球獎最佳原創配樂提名。其他提名包括第25屆衛星獎五項獎項（一等獎）、第46屆土星獎九個獎項（一等獎）和一雨果獎提名。

## 備註
在爱沙尼亚拍摄的七个星期的费用为1650万欧元；华纳兄弟电影公司支付了回扣，并按30%偿还。他们花了一周时间才获得在孟买拍摄的许可。计划的进度只用了一半的时间就完成了。《信条》以工作名称 "Merry Go Round "进行拍摄。

## 脚注
1. ↑  本片中主角本人與其他角色均未提及該角色姓名，本片中故以第一人稱（主角）進行標注。

## 外部連結
- 官方网站
- 互联网电影数据库（IMDb）上《TENET天能》的资料（英文）
- 爛番茄上《TENET天能》的資料（英文）
- AllMovie上《TENET天能》的资料（英文）
- Metacritic上《TENET天能》的資料（英文）
- Box Office Mojo上《TENET天能》的資料（英文）
- 開眼電影網上《TENET天能》的資料（繁體中文）
- 豆瓣电影上《TENET天能》的資料 （简体中文）
- 时光网上《TENET天能》的資料（简体中文）